# ۵ شوال
۵ شوال، پنجمین روز از ماه شوال در تقویم هجری قمری است.
در تقویم هجری قمری قراردادی این روز دویست و هفتادمین روز سال است.

## مناسبت‌ها
حرکت حضرت علی علیه السلام به سوی صفین 36ه ق
*ورود حضرت مسلم بن عقیل علیه السلام به کوفه 60 ه ق